# John Tiptoft (1er comte de Worcester)
Pour les articles homonymes, voir John Tiptoft.
John Tiptoft, né le 8 mai 1427 et mort le 18 octobre 1470, 1er comte de Worcester et 2e baron Tiptoft, est un homme d'État anglais.

## Carrière
Il est le fils de John Tiptoft, 1er baron Tiptoft, et de Joyce Cherleton. Il étudie à l'Université d'Oxford de 1440 à 1443. Créé comte de Worcester le 16 juillet 1449, il occupa de nombreux postes prestigieux. Il est Lord grand trésorier de 1452 à 1454, puis  Lord Deputy d'Irlande de 1456 à 1457. Il part ensuite en pèlerinage en Terre Sainte, et sur le chemin du retour, s'arrête en Italie, où il reste pendant deux ans, étudiant à l'Université de Padoue. Il y apprend notamment le latin.
Il retourne en Angleterre en 1461 et devient un favori du nouveau roi Édouard IV, étant nommé chevalier de l'Ordre de la Jarretière puis Connétable de la Tour de Londres en 1461 et Lord-intendant en 1463. Mais surtout, en tant que Lord grand connétable à partir de 1462, il préside les tribunaux condamnant à mort les partisans de la Maison de Lancastre, ce qui le fit surnommer « le Boucher de l'Angleterre ». En 1464, il est nommé chancelier du roi en Irlande. Il débarque en Irlande en septembre 1467 et contribue à l'exécution de son prédécesseur, Thomas Fitzgerald, en 1468.

## Mariages et descendance
Il épouse successivement :
- Cécile Neville, fille du comte de Salisbury, le 3 avril 1449. Il devient veuf dès le 28 juillet 1450.
- Elizabeth Greyndour, fille et héritière de Robert Greyndour (mort en 1443), le 10 juin 1451. Elle meurt en couches le 1er septembre 1452, en donnant naissance à leur unique fils, John, mort-né.
- Elizabeth Hopton en septembre 1467. Elle lui donne un fils, Édouard, né le 14 juillet 1469.

## Mort et succession
Au moment de la restauration d'Henri VI à l'automne 1470, Tiptoft ne parvient pas à s'enfuir avec Édouard IV et est capturé par les Lancastriens. Le comte d'Oxford, dont le père avait été exécuté en 1462 sur ordre de Tiptoft, condamna à mort ce dernier, qui fut décapité.  Il aurait demandé à son bourreau de le décapiter en trois coups, pour le bien de la Sainte-Trinité.
Son titre de comte de Worcester est confisqué. Son fils Édouard hérite du comté de Worcester lors de la restauration d'Édouard IV au printemps 1471 mais meurt sans descendance le 12 août 1485.